# نقود تذكارية

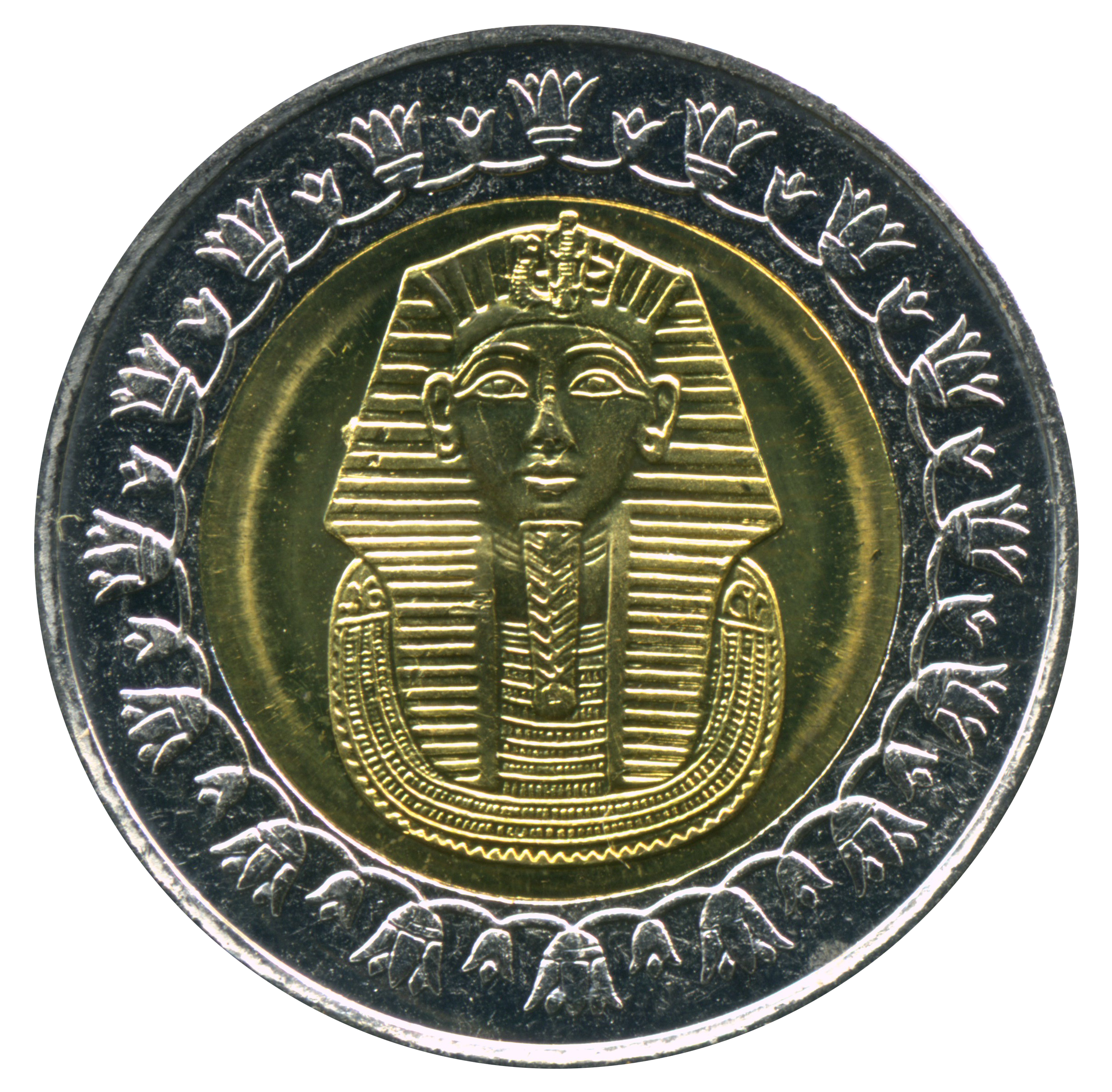
عملة متداولة فئه جنيه واحد بصورة توت عنخ امون أحد ملوك مصر القديمة

النقود التذكارية أو العملة التذكارية هي التي تصدر لتخليد ذكرى حدث أو قضية معينة. أكثر العملات التذكارية بدأ إصدارها في عقد الستينات من القرن العشرين وبعدها.
العملة التذكارية تكون بتصميم مميز مع الإشارة إلى المناسبة التي صدرت فيها. تُستخدم العديد من العملات المعدنية من هذا النوع كقطع معدنية لهواة جمع العملات المعدنية فقط، على الرغم من أن بعض الدول تصدر أيضاً عملات تذكارية للتداول العام.